# Torrazza di Saluzzo
La Torrazza (La Torassa in Piemontese) è una Regione Agricola e frazione di Saluzzo. È nella Parte nord del comune vicino a Paschere e Cervignasco.

## Storia
La frazione prende il nome da una piccola fortificazione costituita da una torre realizzata dal marchese Manfredo II nel 1207 quale avamposto avanzato del Marchesato. Il nome originario era Torre della Gerbolina, ma avendo subito vari danni venne in seguito detta La Torrazza.

### Infrastrutture e trasporti
Tra il 1882 e il 1950 la frazione fu servita dalla tranvia Torino-Saluzzo. È Attraversata dalla Provinciale 663, che conduce al limitrofo comune di Torre San Giorgio e a Torino.